# 朱塞佩·博尼安尼
朱塞佩·博尼安尼（義大利語：Giuseppe Bognanni，1947年7月18日—），意大利男子摔跤运动员。他曾代表意大利参加1972年和1976年夏季奥林匹克运动会摔跤比赛，其中1972年奥运会获得一枚铜牌。